# Locomotiva Thomas și prietenii săi - Sezonul 18
Locomotiva Thomas și prietenii săi este o serie de televiziune bazată pe Seria Căilor Ferate scrisă de Wilbert Awdry, în care este prezentată viața unui grup de locomotive și vehicule cu trăsături umane, ce trăiesc pe Insula Sodor.
Acest articol se referă la Sezonul 18. A fost produs în anul 2014-2015 de David Stoten și Don Spencer

## Difuzare în România
Acest sezon este difuzat pe postul TV Minimax și este dublat în limba română.

## Sezonul 18
| #   | #  | Titlu Original                  | Titlu Română                     |
| --- | -- | ------------------------------- | -------------------------------- |
| 415 | 1  | Old Reliable Edward             | te poți bizui pe bătrănul Edward |
| 416 | 2  | Not So Slow Coaches             | Vagoane nu chiar atăt de lente   |
| 417 | 3  | Flatbeds of Fear                | Platformele spaimei              |
| 418 | 4  | Disappearing Diesels            | Locomotivele Diesel dispărute    |
| 419 | 5  | Signals Crossed                 | Semnale Incruciașate             |
| 420 | 6  | Toad's Adventure                | Aventura lui Toad                |
| 421 | 7  | Duck in the Water               | Duck intră la Apă                |
| 422 | 8  | Duck and the Slip Coaches       | Duck și Vagoanele Decuplabile    |
| 423 | 9  | Thomas the Quarry Engine        | Thomas, Locomotiva de Carieră    |
| 424 | 10 | Thomas and the Emergency Cable  | Thomas și cablul de Urgență      |
| 425 | 11 | Duncan and the Grumpy Passenger | Duncan și Pasagerul Morocănos    |
| 426 | 12 | Marion and the Pipe             | Marion și Conducta               |
| 427 | 13 | Missing Gator                   | În Lipsa lui Gator               |
| 428 | 14 | No Steam Without Coal           | Niciun Pufăit Fără Cărbuni       |
| 429 | 15 | Spencer's VIP                   | VIP-ul lui Spencer               |
| 430 | 16 | Toad's Bright Idea              | Ideea lui Toad                   |
| 431 | 17 | Long Lost Friend                | Prietenul de Mult Pierdut        |
| 432 | 18 | Last Train for Christmas        | Ultimul Tren de Crăciun          |
| 433 | 19 | Duncan the Humbug               | Morocănosul Duncan               |
| 434 | 20 | The Perfect Gift                | Cadoul Perfect                   |
| 435 | 21 | Marion and the Dinosaurs        | Marion și Dinozauri              |
| 436 | 22 | Millie and the Volcano          | Millie și Vulcanul               |
| 437 | 23 | Timothy and the Rainbow Truck   | Timothy și Vagonul Curcubeu      |
| 438 | 24 | Samson at your Service          | Samson la dispoziția voastră     |
| 439 | 25 | Emily Saves the World           | Emily Salvează Lumea             |
| 440 | 26 | Samson Sent for scrap           | Samson trimis la fier vechi      |